# Державний симфонічний оркестр Республіки Татарстан
Державний симфонічний оркестр Республіки Татарстан (тат. Татарстан Республикасы Дәүләт симфоник оркестры) — симфонічний оркестр, заснований у 1966 році в Казані. Працює під патронатом Президента Республіки Татарстан у будівлі Державного великого концертного залу Республіки Татарстан, який був побудований у 1967 році.
Державний симфонічний оркестр Республіки Татарстан був заснований у 1966 році з ініціативи композитора Назіба Жиганова. Першим режисером і диригентом став український диригент Натан Рахлін, який за дуже короткий час перетворив оркестр на високопрофесійний колектив. З оркестром виступили такі диригенти, як Вероніка Дударова, Едуард Серов, Арнольд Кац, солісти — Віктор Третьяков, Мстислав Ростропович та Ґідон Кремер.

## Головні диригенти
- 1966—1979 — Натан Рахлін
- 1979—1985 — Ренат Салаватов
- 1985—1989 — Сергій Калагін
- 1989—2010 — Фуат Мансуров[tt]
- 2010 — дотепер — Олександр Сладковський

Державний симфонічний оркестр Республіки Татарста під керуванням його художнього керівника і головного диригента Олександра Сладковського є першим і єдиним регіональним оркестром в Росії, який удостоївся честі мати власний щорічний абонемент в Московській державній академічній філармонії.
У 2016 році в рамках європейського туру він успішно виступив на головних концертних майданчиках Австрії — Залі Брукнера (Лінц) та Золотому залі Віденської філармонії (Відень).